# Ляшенко Людмила Олександрівна
Ляшенко Людмила Олександрівна (нар. 17 травня 1993, м. Запоріжжя) — українська лижниця, біатлоністка. Майстер спорту міжнародного класу.
Учасниця зимових Паралімпійських ігор 2014 у Сочі, Росія. 
Чемпіонка зимових Паралімпійських ігор 2018 у Пхьончхані, Південна Корея, де  також стала тричі бронзовою призеркою.

## Біографія
Ляшенко Людмила Олександрівна народилася 17 травня 1993 року у м. Запоріжжя. 
Має вроджені вади розвитку верхніх і нижніх кінцівок. Незважаючи на перенесені дві операції, повну функціональність лівої руки відновити не вдалося. 
Людмила жила та навчалася в Цурюпинському дитячому будинку-інтернаті з чотирьох років. Після закінчення 9 класу поступила до Харківського обліково-економічного технікуму ім. Ф. Г. Ананченко за спеціальністю «Соціальний працівник».
Людмила займалася легкою атлетикою у групі спортсменів-інвалідів. Навчаючись на другому курсі взяла участь у курсі активної реабілітації у Національному центрі паралімпійської і дефлімпійської підготовки та реабілітації інвалідів у м. Євпаторії. Була запрошена на тренувальний збір і Чемпіонат України, де посіла 3 місце у лижних перегонах (спринт класичним стилем) й потрапила до резерву паралімпійської збірної.
Спортсменка стала постійним членом паралімпійської команди України з  лижних перегонів і біатлону з грудня 2012 року. 
Зараз вона навчається у Харківській державній академії фізичної культури за напрямом «Спорт, лижні перегони».

## Спортивна кар'єра
Дебют на міжнародній арені відбувся 2012 року у м. Вуокатті (Фінляндія). На етапах Кубку світу протягом зими 2013–2014 років вона двічі посідала 4 місце в біатлоні (на 10 км і 6 км), двічі займала 5 місце в індивідуальних лижних перегонах (класикою 5 км і вільним стилем 5 км).
Людмила була фіналісткою Чемпіонату світу 2013 року у м. Солефтео (Швеція) у біатлоні (середня дистанція). 
У 2014 році за результатами виступу на Кубках світу виборола «бронзу».

## Медалі зимових Паралімпійських ігор

### Зимові Паралімпійські ігри 2018(Пхьончхан,Південна Корея)
| Місце          | Дисципліна                            |
| -------------- | ------------------------------------- |
| Біатлон        |                                       |
| Бронза         | 10 км, стоячи                         |
| Бронза         | 6 км, стоячи                          |
| Лижні перегони |                                       |
| Золото         | Естафета 2,5х4 км, мікс               |
| Бронза         | 15 км, вільним стилем, стоячи (жінки) |

### Зимові Паралімпійські ігри 2022(Пекін,Китай)
| Місце   | Дисципліна      |
| ------- | --------------- |
| Біатлон |                 |
| Золото  | 12,5 км, стоячи |
| Срібло  | 6 км, стоячи    |
| Бронза  | 10 км, стоячи   |